# Tour de l'Ain 2015
Il Tour de l'Ain 2015, ventisettesima edizione della corsa, valida come prova di classe 2.HC del UCI Europe Tour 2015, si è svolta in quattro tappe, più un prologo iniziale, dall'11 al 15 agosto 2015, per un percorso totale di 611,1 km. La corsa è partita da Bourg-en-Bresse e si è conclusa a Lélex. La corsa è stata vinta dal francese Alexandre Geniez davanti ai connazionali Florian Vachon e Pierre Latour.

## Tappe
| Tappa  | Data      | Percorso                           | km    | Vincitore di tappa | Leader cl. generale |
| ------ | --------- | ---------------------------------- | ----- | ------------------ | ------------------- |
| P      | 11 agosto | Bourg-en-Bresse > Bourg-en-Bresse  | 3,8   | Mike Teunissen     | Mike Teunissen      |
| 1ª     | 12 agosto | Montrevel-en-Bresse > Saint-Vulbas | 162   | Nacer Bouhanni     | Nacer Bouhanni      |
| 2ª     | 13 agosto | Feillens > Pont-de-Vaux            | 159,7 | Nacer Bouhanni     | Nacer Bouhanni      |
| 3ª     | 14 agosto | Lagnieu > Bellignat                | 145,1 | Alexandre Geniez   | Alexandre Geniez    |
| 4ª     | 15 agosto | Nantua > Lélex                     | 140,5 | Pierre Latour      | Alexandre Geniez    |
| Totale | Totale    | Totale                             | 611,1 |                    |                     |

## Squadre partecipanti
Alla manifestazione parteciparono 16 squadre composte da 6 corridori, per un totale di 96 corridori al via. Sul traguardo di Lélex arrivarono 76 ciclisti.
| N.    | Cod. | Squadra                    |
| ----- | ---- | -------------------------- |
| 1-6   | ALM  | AG2R La Mondiale           |
| 11-16 | TLJ  | Team Lotto NL-Jumbo        |
| 21-26 | FDJ  | FDJ                        |
| 31-36 | COF  | Cofidis, Solutions Credits |
| 41-46 | EUC  | Team Europcar              |
| 51-56 | BSE  | Bretagne-Séché             |
| 61-66 | BOA  | Bora-Argon 18              |
| 71-76 | RDT  | Rabobank Development Team  |

| N.      | Cod. | Squadra                 |
| ------- | ---- | ----------------------- |
| 81-86   | ECU  | Ecuador                 |
| 91-96   | ADT  | Armée de Terre          |
| 101-106 | AUB  | Auber 93                |
| 111-116 | M13  | Team Marseille 13-KTM   |
| 121-126 | RLM  | Roubaix Lille Métropole |
| 131-136 | V4E  | Vino 4-ever             |
| 141-146 | FRA  | Selezione Francia U23   |
| 151-156 | USA  | Selezione USA U23       |

## Dettagli delle tappe

### Prologo
- 11 agosto: Bourg-en-Bresse (cronometro individuale) – 3,8 km

Risultati
| Pos. | Corridore        | Squadra  | Tempo |
| ---- | ---------------- | -------- | ----- |
| 1    | Mike Teunissen   | Lotto NL | 4'31" |
| 2    | Alexandre Geniez | FDJ      | s.t.  |
| 3    | Marc Sarreau     | FDJ      | a 1"  |

| Pos. | Corridore        | Squadra  | Tempo |
| ---- | ---------------- | -------- | ----- |
| 1    | Mike Teunissen   | Lotto NL | 4'31" |
| 2    | Alexandre Geniez | FDJ      | s.t.  |
| 3    | Marc Sarreau     | FDJ      | a 1"  |

### 1ª tappa
- 12 agosto: Montrevel-en-Bresse > Saint-Vulbas – 162 km

Risultati
| Pos. | Corridore         | Squadra  | Tempo    |
| ---- | ----------------- | -------- | -------- |
| 1    | Nacer Bouhanni    | Cofidis  | 3h38'26" |
| 2    | Anthony Maldonado | Auber 93 | s.t.     |
| 3    | Samuel Dumoulin   | AG2R     | s.t.     |

| Pos. | Corridore        | Squadra  | Tempo    |
| ---- | ---------------- | -------- | -------- |
| 1    | Nacer Bouhanni   | Cofidis  | 3h42'52" |
| 2    | Mike Teunissen   | Lotto NL | a 5"     |
| 3    | Alexandre Geniez | FDJ      | s.t.     |

### 2ª tappa
- 13 agosto: Feillens > Pont-de-Vaux – 159,7 km

Risultati
| Pos. | Corridore      | Squadra  | Tempo    |
| ---- | -------------- | -------- | -------- |
| 1    | Nacer Bouhanni | Cofidis  | 3h35'37" |
| 2    | Rudy Barbier   | Roubaix  | s.t.     |
| 3    | Barry Markus   | Lotto NL | s.t.     |

| Pos. | Corridore        | Squadra  | Tempo    |
| ---- | ---------------- | -------- | -------- |
| 1    | Nacer Bouhanni   | Cofidis  | 7h18'19" |
| 2    | Mike Teunissen   | Lotto NL | a 15"    |
| 3    | Alexandre Geniez | FDJ      | s.t.     |

### 3ª tappa
- 14 agosto: Lagnieu > Bellignat – 145,1 km

Risultati
| Pos. | Corridore        | Squadra  | Tempo    |
| ---- | ---------------- | -------- | -------- |
| 1    | Alexandre Geniez | FDJ      | 3h40'27" |
| 2    | Florian Vachon   | Bretagne | s.t.     |
| 3    | Théo Vimpère     | Auber 93 | s.t.     |

| Pos. | Corridore        | Squadra  | Tempo     |
| ---- | ---------------- | -------- | --------- |
| 1    | Alexandre Geniez | FDJ      | 10h58'51" |
| 2    | Florian Vachon   | Bretagne | a 9"      |
| 3    | Pierre Latour    | AG2R     | a 19"     |

### 4ª tappa
- 15 agosto: Nantua > Lélex – 140,5 km

Risultati
| Pos. | Corridore          | Squadra  | Tempo    |
| ---- | ------------------ | -------- | -------- |
| 1    | Pierre Latour      | AG2R     | 3h41'06" |
| 2    | Fabrice Jeandesboz | Europcar | s.t.     |
| 3    | Florian Vachon     | Bretagne | s.t.     |

| Pos. | Corridore        | Squadra  | Tempo     |
| ---- | ---------------- | -------- | --------- |
| 1    | Alexandre Geniez | FDJ      | 14h39'57" |
| 2    | Florian Vachon   | Bretagne | a 5"      |
| 3    | Pierre Latour    | AG2R     | a 9"      |

## Evoluzione delle classifiche
| Tappa              | Vincitore          | Classifica generale | Classifica a punti | Classifica scalatori | Classifica giovani | Classifica a squadre |
| ------------------ | ------------------ | ------------------- | ------------------ | -------------------- | ------------------ | -------------------- |
| P                  | Mike Teunissen     | Mike Teunissen      | Mike Teunissen     | non assegnata        | Marc Sarreau       | Team Lotto NL-Jumbo  |
| 1                  | Nacer Bouhanni     | Nacer Bouhanni      | Mike Teunissen     | Pierre Gouault       | Marc Sarreau       | Team Lotto NL-Jumbo  |
| 2                  | Nacer Bouhanni     | Nacer Bouhanni      | Nacer Bouhanni     | Pierre Gouault       | Marc Sarreau       | Team Lotto NL-Jumbo  |
| 3                  | Alexandre Geniez   | Alexandre Geniez    | Nacer Bouhanni     | Julien El Fares      | Pierre Latour      | AG2R La Mondiale     |
| 4                  | Pierre Latour      | Alexandre Geniez    | Nacer Bouhanni     | Brice Feillu         | Pierre Latour      | AG2R La Mondiale     |
| Classifiche finali | Classifiche finali | Alexandre Geniez    | Nacer Bouhanni     | Brice Feillu         | Pierre Latour      | AG2R La Mondiale     |

## Classifiche finali

### Classifica generale
| Pos. | Corridore          | Squadra     | Tempo     |
| ---- | ------------------ | ----------- | --------- |
| 1    | Alexandre Geniez   | FDJ         | 14h39'57" |
| 2    | Florian Vachon     | Bretagne    | a 5"      |
| 3    | Pierre Latour      | AG2R        | a 9"      |
| 4    | Nans Peters        | Francia U23 | a 24"     |
| 5    | Steven Kruijswijk  | Lotto NL    | a 28"     |
| 6    | Fabrice Jeandesboz | Europcar    | s.t.      |
| 7    | Théo Vimpère       | Auber 93    | a 30"     |
| 8    | Sam Oomen          | Rabobank    | s.t.      |
| 9    | Patrick Konrad     | Bora        | a 33"     |
| 10   | Domenico Pozzovivo | AG2R        | s.t.      |

### Classifica a punti
| Pos. | Corridore        | Squadra | Punti |
| ---- | ---------------- | ------- | ----- |
| 1    | Nacer Bouhanni   | Cofidis | 52    |
| 2    | Alexandre Geniez | FDJ     | 43    |
| 3    | Pierre Latour    | AG2R    | 39    |

### Classifica scalatori
| Pos. | Corridore              | Squadra   | Punti |
| ---- | ---------------------- | --------- | ----- |
| 1    | Brice Feillu           | Bretagne  | 66    |
| 2    | Julien El Fares        | Marseille | 28    |
| 3    | Jean-Christophe Péraud | AG2R      | 25    |

### Classifica giovani
| Pos. | Corridore     | Squadra     | Tempo     |
| ---- | ------------- | ----------- | --------- |
| 1    | Pierre Latour | AG2R        | 14h40'06" |
| 2    | Nans Peters   | Francia U23 | a 15"     |
| 3    | Sam Oomen     | Rabobank    | a 21"     |

### Classifica a squadre
| Pos. | Squadra               | Tempo     |
| ---- | --------------------- | --------- |
| 1    | AG2R La Mondiale      | 44h02'41" |
| 2    | Selezione Francia U23 | a 2'46"   |
| 3    | Team Lotto NL-Jumbo   | a 3'29"   |